# Polyptychus
Polyptychus là một loài bướm đêm thuộc họ Sphingidae. Chúng có kích cỡ trung bình, màu nâu sáng và sinh sống ở châu Phi và Đông Nam Á. Sải cánh từ 65–120 mm. Chúng bay về đêm và không bay đến hoa và không bị ánh sáng hấp dẫn. Chúng đẻ trứng trên cây thuộc họ Boraginaceae.

## Phân loại hệ thống
- Bộ bướm đêm, Lepidoptera Linnaeus, 1758
  - Glossata
    - Coelolepida
      - Myoglossata
        - Neolepidoptera
          - Heteroneura
            - Eulepidoptera
              - Ditrysia
                - Apoditrysia
                  - Macrolepidoptera
                    - Bombycoidea
                      - Họ Sphingidae
                        - Phân họ Smerinthinae
                          - Chi Polyptychus Hübner, 1819 - khoảng 30 kiểu, châu Phi và Đông Nam Á
                            - Polyptychus affinis - Rothschild & Jordan, 1903 - Afrika
                            - Polyptychus andosa - (Walker 1856)
                            - Polyptychus anochus - Rothschild & Jordan 1906
                            - Polyptychus aurora - Clark 1936
                            - Polyptychus baltus - Pierre 1985
                            - (Polyptychus barnsi) - Clark 1926
                            - Polyptychus baxteri - Rothschild & Jordan 1908
                            - Polyptychus bernardii - Rougeot 1966
                            - Polyptychus carteri - (Butler, 1882) - West Africa
                            - Polyptychus chinensis - Rothschild & Jordan, 1903 - miền trung và tây nam Trung Quốc, Đài Loan, quần đảo Ryukyu
                            - Polyptychus claudiae - Brechlin, Kitching & Cadiou, 2001
                            - Polyptychus coryndoni - Rothschild & Jordan 1903
                            - Polyptychus dentatus- (Cramer, 1777) - Sri Lanka, Ấn Độ và Pakistan
                            - Polyptychus distensus - Darge 1990
                            - Polyptychus enodia - (Holland 1889)
                            - Polyptychus girardi - Pierre 1993
                            - Polyptychus herbuloti - Darge 1990
                            - Polyptychus hollandi - Rothschild & Jordan 1903
                            - Polyptychus lapidatus - Joicey & Kaye 1917
                            - Polyptychus murinus - Rothschild 1904
                            - Polyptychus nigriplaga - Rothschild & Jordan 1903
                            - Polyptychus orthographus - Rothschild & Jordan 1903
                            - Polyptychus paupercula - Holland 1889
                            - Polyptychus potiendus - Darge 1990
                            - (Polyptychus retusus) - Rothschild & Jordan, 1908
                            - Polyptychus rougeoti - Carcasson 1968
                            - Polyptychus sinus - Pierre 1985
                            - Polyptychus thihongae - Bernardi 1970
                            - Polyptychus trilineatus - Moore, 1888 - Ấn Độ - Việt Nam và miền nam Trung Quốc
                            - Polyptychus trisecta - (Aurivillius 1901)
                            - Polyptychus wojtusiaki - Pierre, 2001

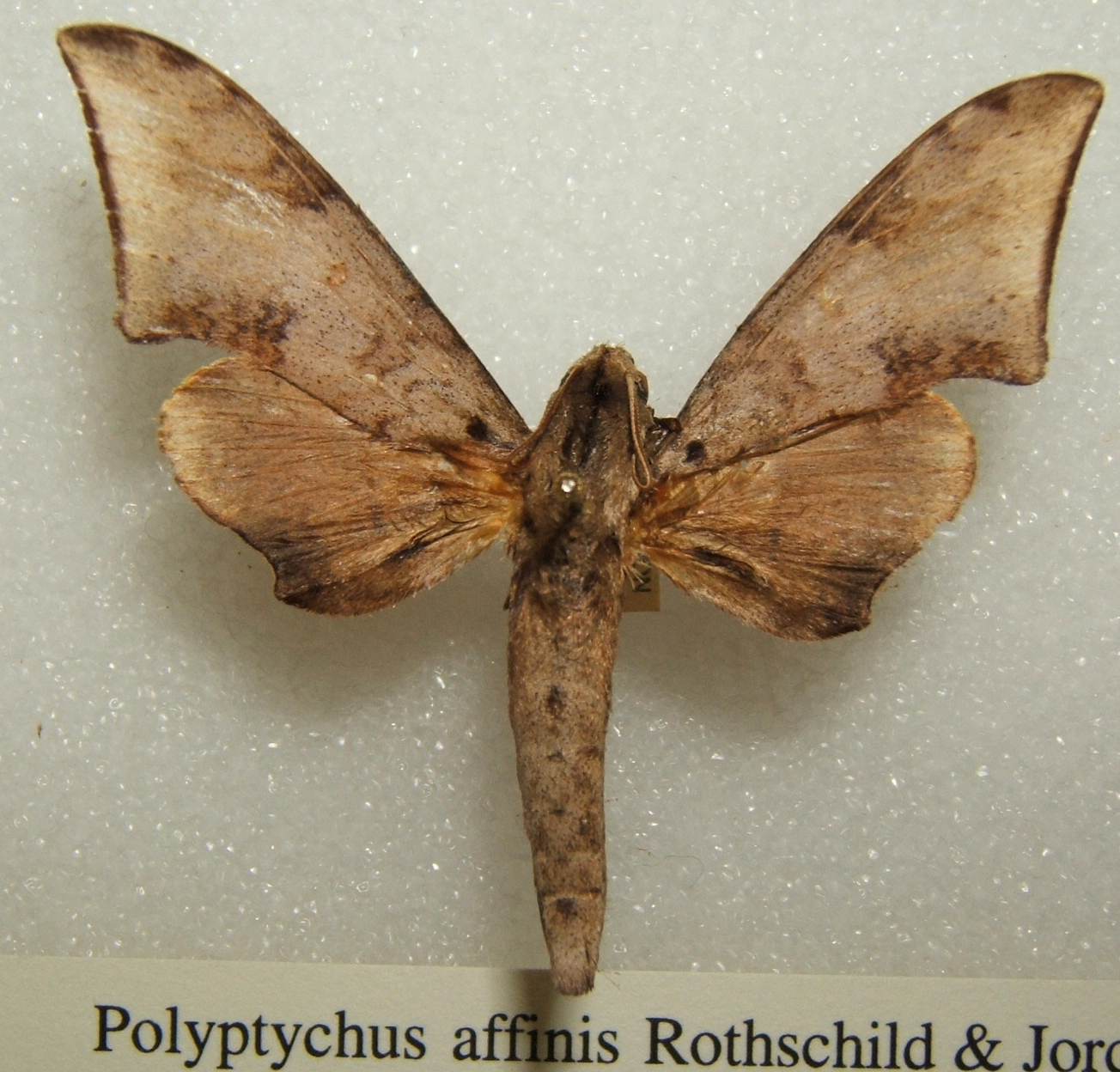
Polyptychus affinis
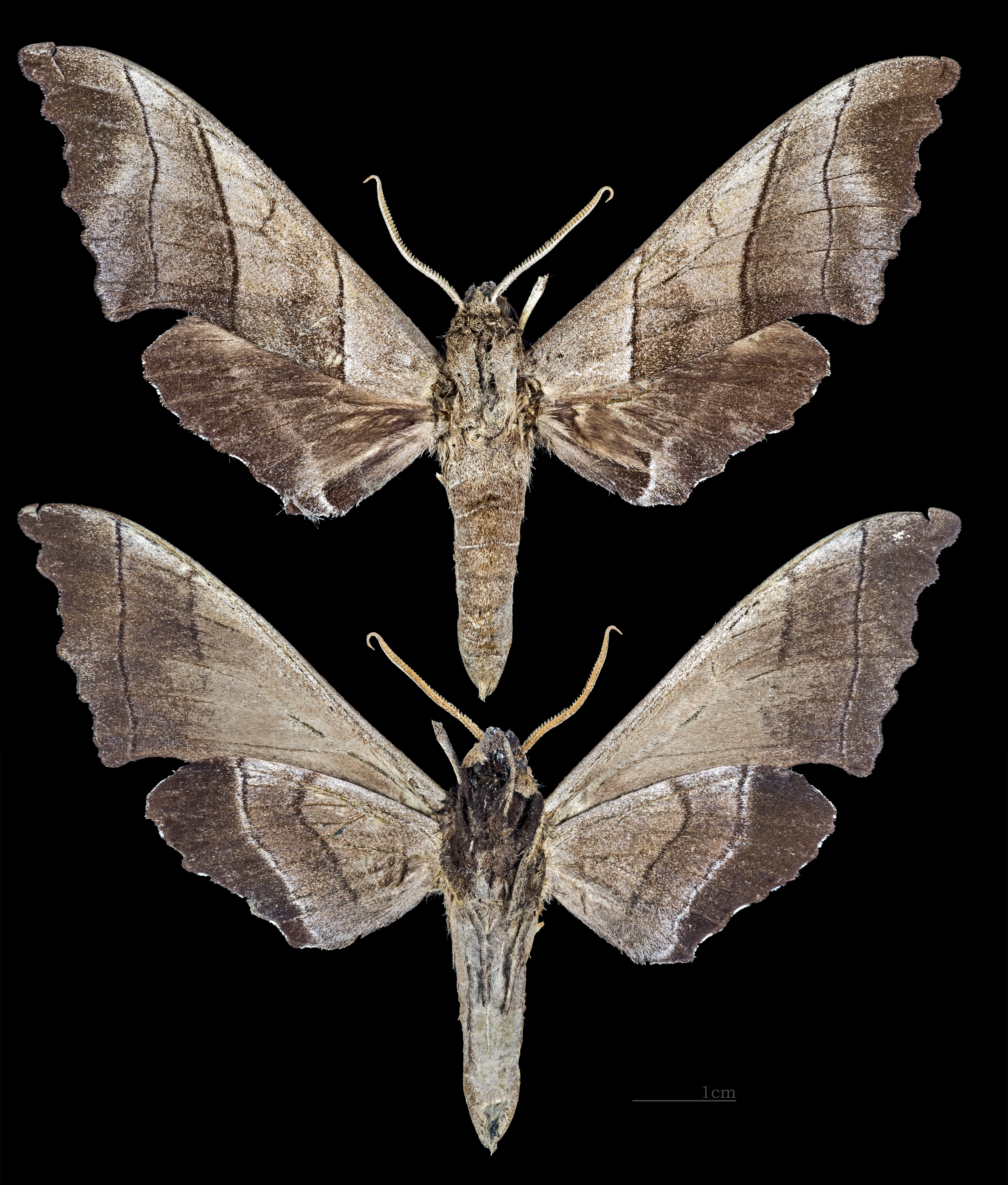
Polyptychus chinensis
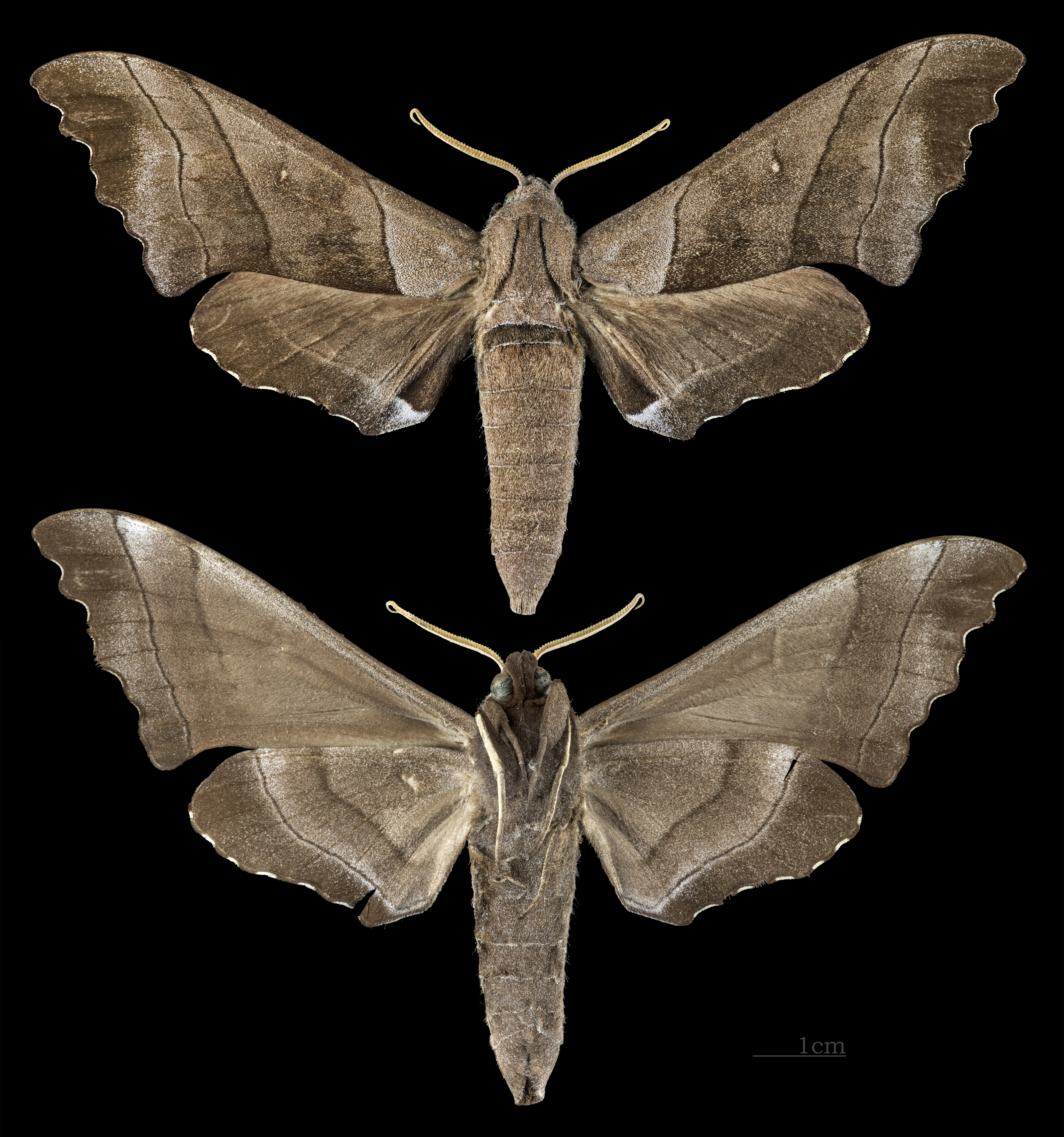
Polyptychus trilineatus